# Ë
O Ë (minúsculo ë) é uma letra do alfabeto latino, consistindo em um E com um trema.

## Usos
Em Albanês, o Ë é a oitava letra do Alfabeto, e também a mais comum, aparecendo 10% das vezes. Em Albanês, o Ë representa a vogal central média (também conhecida como schwa ou xevá), representada no Alfabeto Fonético Internacional como /ə/.Também é usada nas línguas Cassubiana, Ladina e Piemontesa, onde representa o mesmo valor de som
Em muitas línguas, incluindo francês, holandês e afrikaans, o Ë não é uma letra própria, mas é usado para indicar que um E com uma vogal precedente não deve ser pronunciado como um ditongo, mas como um hiato.
O uso de Ë no Inglês é muito raro. Algumas publicações, como a revista americana ''The New Yorker'' usam essa letra .Geralmente, o Ë é usado para indicar que a letra e deve ser pronunciada de forma separada da vogal precedente. Por exemplo: Na palavra reëntry, ao invés de reentry (reentrada), no nome feminino Chloë, no nome masculino Raphaël, etc. Assim como no nome da Família Brontë, onde, sem o trema, o e final seria mudo.
A ISO 9 do russo fornece Ë como a transcrição de ё, que é pronunciado “yo”

## Codificação
| Grafema | HTML   | Unicode | TeX      |
| ------- | ------ | ------- | -------- |
| Ë       | &Euml; | U+00CB  | \\ddot E |
| ë       | &euml; | U+00EB  | \\ddot e |